# 蔡伯荒
蔡伯荒（さいはくこう、生没年不詳）は、西周時代の蔡の君主。姓は姫、名は荒。蔡仲の子で、蔡仲の後を受けて蔡国の君主となった。